# Памет на водата
Паметта на водата е псевдонаучна хипотеза, привлечена за да подкрепи спекулациите за предполагаеми лечебни свойства на хомеопатията.
Първите опити паметта на водата да се докаже научно датират от 1988 г. Френският имунолог Жак Бенвенист публикува в сп. Nature резултати от опити, спонсорирани от хомеопатичната компания Боарон, които би трябвало да докажат, че водата „помни“ свойствата на последното разредено в нея вещество. Редакцията на сп. Nature поставя условие за публикуването на данните, а именно комисия да провери на място методите на работа на Бенвенист. Тричленна комисия контролира, в лабораторията на Бенвенист, експерименталната честност на опитите. Наново проведените експерименти отхвърлят хипотезата за паметта на водата. Бенвенист обаче продължава да отстоява твърдението си, че водородните връзки са отговорни за паметта на водата. Научни опити доказват, че след хомеопатично разреждане, водата „губи памет“ за веществото, което е било разтворено в нея за по-малко от 50 фемтосекудни (50 милиардни от милисекундата)
Работите на Бенвенист са осмяни от научната общност − за „откритията“ си той получава две антинобелови награди.
Друг придобил известност протагонист на паметта на водата от псевдонаучните среди е японецът Масару Емото. Известният скептик Джеймс Ранди предлага на Емото наградата от 1 млн. долара, ако успее да повтори опитите си в научна среда. За Ранди, както и за научните среди, твърденията на Емото са нонсенс.